# 魯比峰
54°12′S 36°40′W / 54.200°S 36.667°W
魯比峰（英語：Ruby Peak）是南極洲的山峰，位於南喬治亞群島，處於賈森峰西南部，在1930年由英國海軍命名和繪入地圖，該山峰由英國海外領土管轄。